# Велика Мучна
Велика Мучна је насељено место у саставу општине Соколовац у Копривничко-крижевачкој жупанији, Хрватска. До територијалне реорганизације у Хрватској налазила се у саставу старе општине Копривница.

## Историја
Почетком 20. века Велика Мучна је село са околним селима: Ријека, Пауновац, Грдак, Прњавор и Врховац. Политичка општина се налазила у селу Соколовац, а црквена општина у месту. Од укупно 315 домова на српске домове отпада 178. Место има 1996 становника, од којих су 1036 православни Срби или 51%. Мучна има православну цркву и комуналну школу, а пошта је у Соколовцу и телеграф у Лепавини.
Председник црквене општине Велика Мучна је тада Самуило Савић а перовођа Милош Савић. Православни храм посвећен Св. арханђелу Михајлу подигнут је 1740. године. Православна парохија са наведеним селима - филијалама је најниже 6. платежне класе, има парохијски дом, земљишну сесију и српско православно гробље. Парох је 1905. године јеромонах Гедеон Берберић из манастира Лепавине.
Комунална школа има једно здање а учитељ је Јован Вугдеља. Редовну наставу прати 106 ђака, а пофторну 9 ђака старијег узраста.

### Други светски рат
Насилно протеривање Срба из Хрватске
Из села Велике Мучне пресељено је 30 а из Великог Поганца — села у Копривничком срезу више српских сељачких имућнијих породица.

## Становништво
На попису становништва 2011. године, Велика Мучна је имала 339 становника.
На попису становништва 1991. године, насељено место Велика Мучна је имало 367 становника, следећег националног састава:
| Попис 1991.‍  | Попис 1991.‍  | Попис 1991.‍ | Попис 1991.‍ | Попис 1991.‍ |
| ------------ | ------------ | ----------- | ----------- | ----------- |
|              |              |             |             |             |
| Хрвати       | Хрвати       |             | 185         | 50,40%      |
| Срби         | Срби         |             | 119         | 32,42%      |
| Југословени  | Југословени  |             | 49          | 13,35%      |
| неопредељени | неопредељени |             | 14          | 3,81%       |
| укупно: 367  |              |             |             |             |